# Sommerhaidenweg

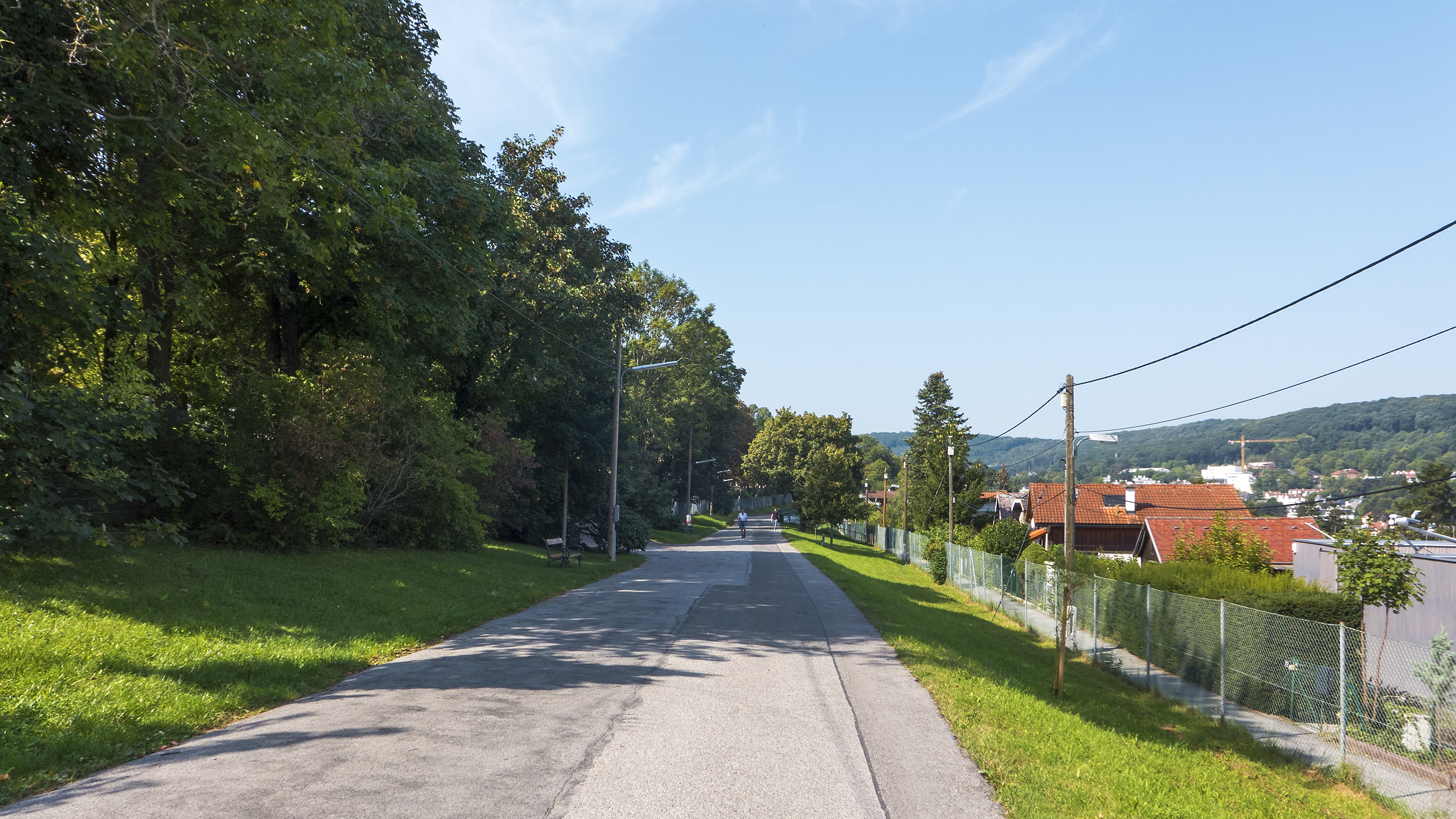
Der Sommerhaidenweg Richtung Westen

Der Sommerhaidenweg in Neustift am Walde ist über etwa 2 km die Grenze zwischen den Wiener Gemeindebezirken Währing und Döbling. Er verläuft entlang eines kaum bebauten Höhenrückens, der von Pötzleinsdorf nach Westen bis hinauf zur Höhenstraße am Fuße des Dreimarksteins zieht.
Benannt wurde er 1901 nach der Sommerhaiden an seinem oberen Ende, wo der Michaeler Wald (387 m) nach Neustift abfällt. Am Hang südlich des Sommerhaidenwegs liegt der malerische Neustifter Friedhof, von dem aus fast ganz Wien zu überblicken ist. Arthur Schnitzler wanderte hier häufig entlang.
Der Weg war jahrzehntelang – insgesamt etwa 1000 Mal – ein Treffpunkt für die Amateurastronomie. Hier hielt der Gründer des österreichischen Astrovereins, der Universitätsprofessor Oswald Thomas, ab etwa 1920 seine zweiwöchigen Sternführungen, bei denen er einer großen Zuhörerschar die Planeten und Sternbilder erklärte. Als um 1950 die Straßenbeleuchtung auch diesen Höhenzug erreichte, konnte er bei der Stadtverwaltung deren zeitweilige Abschaltung erwirken. Wie lebendig der beliebte Volksbildner seine Erläuterungen gehalten haben muss, lässt sich aus mehreren seiner populär-astronomischen Bücher erahnen.

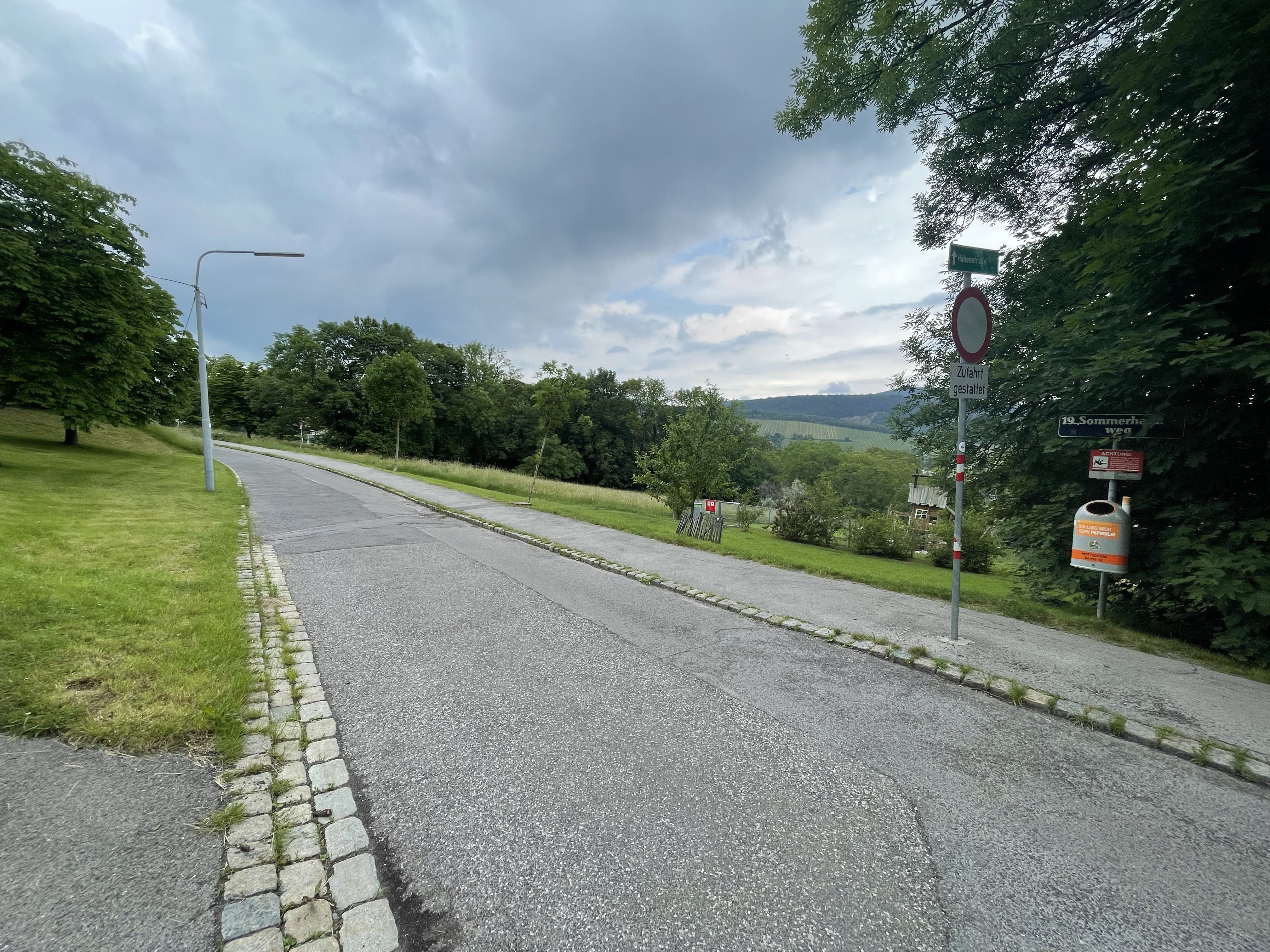
Sommerhaidenweg, seitlich des Neustifter Friedhofs

Seinem Nachfolger Hermann Mucke gelang es Ende der 1990er Jahre, einen noch besseren Beobachtungsplatz am südwestlichen Stadtrand zu finden und für Führungen zu adaptieren, den Sterngarten am Georgenberg in Wien-Mauer.

## Belege
1. ↑  Paul Wertheimer: Arthur Schnitzler, der Erzähler. In: Radio Wien. 9. Mai 1927, abgerufen am 21. April 2017.

Koordinaten: 48° 14′ 59,3″ N, 16° 17′ 37,5″ O